# Dubautia arborea
The Tree Dubautia (Dubautia arborea) là một loài thực vật có hoa thuộc họ sunflower, Asteraceae, là loài đặc hữu của the island of Hawaiʻi. Nó bị đe dọa do mất môi trường sống.